# 寶圓鰺
寶圓鰺（学名：Decapterus koheru），為輻鰭魚綱鱸形目鱸亞目鰺科圓鰺屬下的一个种，分布於西南太平洋紐西蘭海域，深度0-55公尺，體呈長橢圓形且側扁，體色為金屬藍，腹部銀白色，背部為黃色並延伸至尾柄，尾鰭叉形，背鰭2個，鰓蓋邊緣有1黑色斑點，體長可達40公分，屬肉食性，以浮游生物為食，生活習性不明，可做為食用魚及遊釣魚。